# Piliocolobus rufomitratus
Colobe bai à tête rousse, Colobe roux de la Tana
Espèce
Synonymes
- Procolobus rufomitratus rufomitratus

Statut de conservation UICN

 CR  : 
En danger critique
 Procolobus rufomitratus rufomitratus 
Statut CITES
Le Colobe bai à tête rousse (Piliocolobus rufomitratus) est un singe africain de famille des Cercopithecidae. La classification de ce colobe fait encore débat parmi les spécialistes.

## Dénominations
Il est également appelé Colobe roux de la Tana ou Colobe bai de Tana.

## Classification
Le rang exact de ce taxon ne fait pas consensus. En 2003, Grubb et al. reconnaissent Piliocolobus comme un sous-genre de Procolobus et considèrent neuf sous-espèces pour Procolobus (Piliocolobus) rufomitratus. En 2005, Groves sépare le genre Piliocolobus et élève plusieurs sous-espèces (dont Procolobus rufomitratus rufomitratus) au rang d'espèces.

## Menaces et conservation
Le colobe bai à tête rousse est une des 16 espèces de primates d'Afrique qui a été incluse entre 2000 et 2020 dans la liste des 25 primates les plus menacés au monde (2002 ; 2004 ; 2006 ; 2008 ; 2012 ; 2014 ; 2018).